# Vereinigte Bühnen Bozen

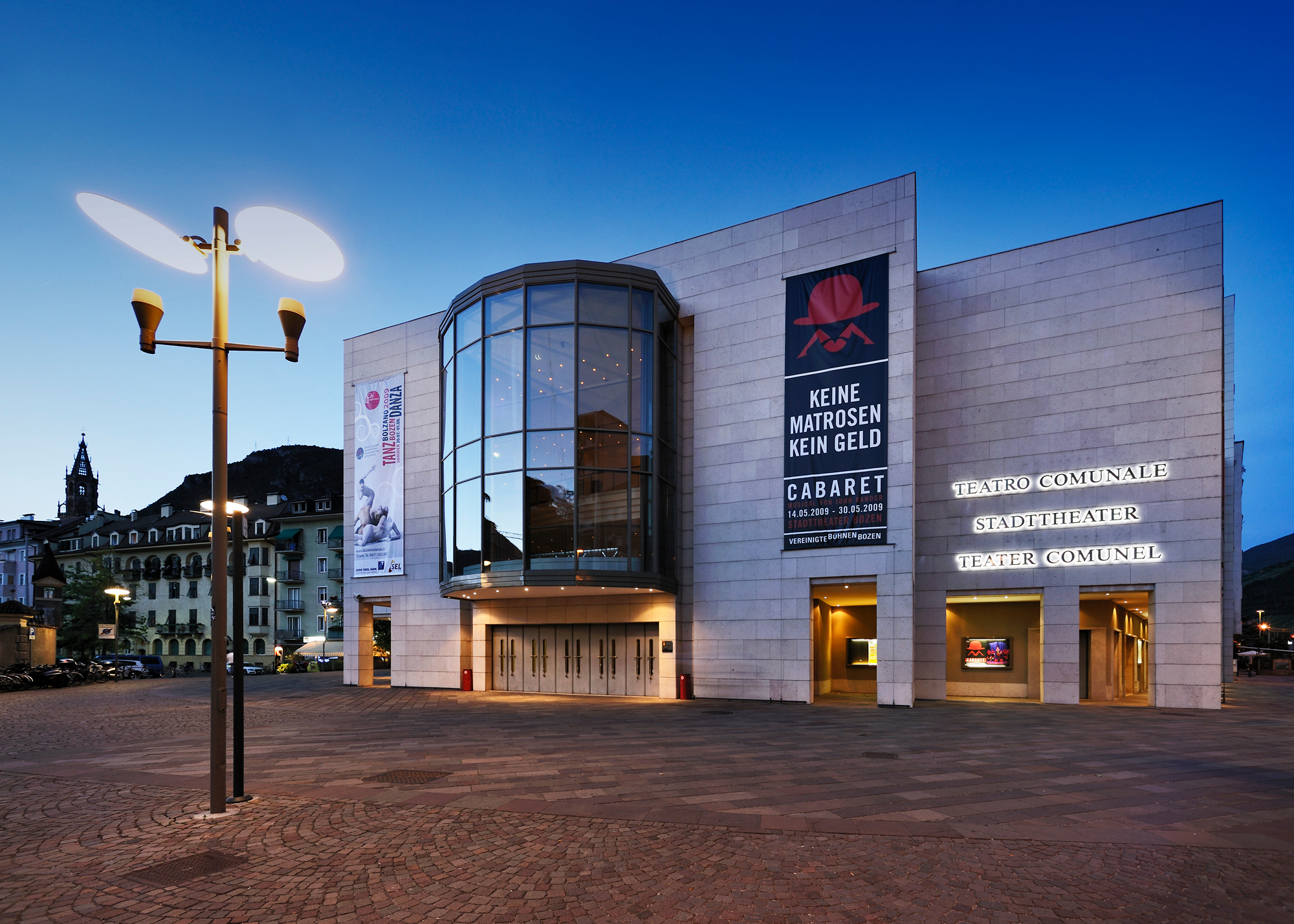
Das Stadttheater Bozen ist Spielort der Vereinigten Bühnen Bozen

Die Vereinigten Bühnen Bozen (VBB) sind der größte eigenproduzierende deutschsprachige Theaterbetrieb Südtirols. Sie bespielen gemeinsam mit dem Teatro Stabile di Bolzano (italienisches Sprechtheater) und der Stiftung Haydn von Bozen und Trient (Sinfonik, Oper und Tanz) das Stadttheater Bozen. Mit Eigenproduktionen der Sparten Sprech- und Musiktheater (mit Ausnahme der klassischen Oper) und wechselnden Produktionsensembles spielen die VBB im En-suite-Betrieb etwa 120 Vorstellungen pro Spielzeit im Großen Haus, auf der Studiobühne des Stadttheaters Bozen sowie an anderen Spielorten in ganz Südtirol. Auf dem Spielplan finden sich Klassiker, Komödien, zeitgenössische Stücke, Musiktheater und genreübergreifende Produktionen.
Die Vereinigten Bühnen Bozen sind ein rechtlich anerkannter Verein und werden von Land Südtirol und der Stadtgemeinde Bozen subventioniert. Intendant ist seit August 2023 Rudolf Frey.

## Allgemeines
Die VBB realisieren pro Saison sechs bis zehn Eigenproduktionen, der Spielplan umfasst Klassiker, zeitgenössische Stücke, Komödien, Musiktheater, Theater für Kinder und Jugendliche sowie seit einigen Jahren Produktionen, die sich mit zeitgeschichtlichen und gesellschaftspolitischen Themen der Region auseinandersetzen. Dazu werden auch Werke eigens in Auftrag gegeben und Uraufführungen realisiert.
Pro Jahr besuchen ca. 30.000 Zuschauer das Theater, davon 10.000 Schüler. Die VBB besitzen eine eigene Werkstatt und eine eigene Schneiderei. Das Stammteam der VBB zählt ca. 25 Mitarbeiter in den Bereichen künstlerische Organisation, Verwaltung, Technik und Kostümwesen.

## Geschichte
In den 1950er Jahren blühte die deutschsprachige Südtiroler Theaterlandschaft nach den schwierigen Kriegsjahren auf. Es kam zur Gründung des „Bund Südtiroler Laienspielbühnen“ (später „Bund Südtiroler Volksbühnen“, heute „Südtiroler Theaterverband“) und des auf Gastspiele spezialisierten Südtiroler Kulturinstituts. Ende der 1970er-Jahre versuchten Südtiroler Theatermacher vergeblich und gegen den Willen der damaligen Kulturpolitik, das seit Kriegsende bestehende Theatersystem der Laien- und Gastspielbühnen um ein eigenes Südtiroler Berufstheater zu ergänzen.

### Gründung der Vereinigten Bühnen Bozen
Im Februar 1992 schlossen sich die Bozner Theatervereine „Südtiroler Ensembletheater“ (Leitung: Erich Innerebner), „Initiative“ (Leitung: Waltraud Staudacher), „Kleinkunstbühne“ (Leitung: Manfred Schweigkofler) und „Talferbühne Bozen“ (Leitung: Johann Winkler) zu den „Vereinigten Bühnen Bozen“ zusammen. Die Stadt Bozen wurde auf Betreiben der Stadträtin Inge Bauer-Polo Gründungs-, Förderer- und Vorstandsmitglied der Vereinigten Bühnen Bozen und damit erstmals Mitglied in einem deutschsprachigen Theaterverein. Den neugegründeten VBB standen zwar ein fester Sitz mit Verwaltungsräumen in der Sparkassenstraße, sowie zwei Probelokale und ein Fundus an technischen Geräten, Requisiten und Kostümen zur Verfügung. Da eine feste Spielstätte fehlte, verteilten sich die Aufführungen der drei bis vier Produktionen pro Jahr jedoch auf mehrere geeignete Theaterräume in der Stadt. Die Erstellung eines gemeinsamen Spielplans gestaltete sich schwierig, da jeder der vier Vereine in der Wahl der Stücke weiterhin selbständig agierte.
1995 wurde der Verein umgebildet. Die Bühnen beauftragten 1996 Alfred Meschnigg als externen künstlerischen Berater. Er gestaltete in den folgenden zwei Spielzeiten einen Spielplan von jährlich sieben Produktionen, gab ein monatliches Informationsblatt heraus, kooperierte mit anderen Theatergruppen im Lande und stellte feste Mitarbeiter ein. 1998 wurde Georg Mittendrein zum künstlerischen Direktor der VBB ernannt. In der „Baracke am Bahnhof“, der provisorischen Spielstätte für die Spielzeit 1998/1999, gab es erstmals einen regelmäßigen Spielbetrieb, ein festes Ensemble von vier fix engagierten Schauspieler und außer den Eigenproduktionen auch zahlreichen Gastspiele. Georg Mittendrein verließ 1999 die Vereinigten Bühnen Bozen.

### Einzug ins Neue Stadttheater Bozen
Am 9. September 1999 wurde das Neue Stadttheater am Verdiplatz in Bozen eröffnet. Die Vereinigten Bühnen Bozen bezogen gemeinsam mit dem Teatro Stabile di Bolzano und der Stiftung Stadttheater und Konzerthaus Bozen Büroräume im neuen Haus. Das Große Haus mit 800 Sitzplätzen und die Studiobühne mit 214 Sitzplätzen werden seitdem regelmäßig von den Vereinigte Bühnen Bozen, dem Teatro Stabile di Bolzano und der Stiftung Haydn von Bozen und Trient bespielt.
Die VBB weihten unter einer Übergangsdirektion ihre neue feste Spielstätte im Oktober 1999 mit zwei Premieren ein: Romeo und Julia eröffnete im Großen Haus und das Südtiroler Gegenwartsdrama von Herbert Rosendorfer Oh Tyrol oder Der letzte Stylit auf der Säule im Studio das Stadttheater. Es folgten in dieser Spielzeit weitere sechs Eigenproduktionen auf der Großen Bühne und der Studiobühne. Im Januar 2000 wurde Emanuel Bohn zum künstlerischen Leiter der VBB ernannt, der das Theater bereits nach einer Spielzeit wieder verließ.
Der Vereinspräsident Thomas Seeber übernahm im Juli 2001 kurzfristig die Intendanz der VBB. Jährlich fanden mindestens sechs Eigenproduktionen statt. Seeber versuchte, die VBB durch Koproduktionen und Kooperationen mit Partnern im In- und Ausland mehr in die deutschsprachige Theaterlandschaft einzubinden. In der Spielzeit 2003/2004 kooperierten die Vereinigten Bühnen Bozen erstmals mit den Partnern im eigenen Haus: Die Uraufführung von Die Wette / La Scommessa, die erste zweisprachige Koproduktion mit dem italienischsprachigen Teatro Stabile di Bolzano sowie Shakespeares Hamletas mit Teatro Stabile di Bolzano und der Stiftung Stadttheater standen auf dem Spielplan. Dadurch fanden ein Anschluss an die lokale Theaterszene und eine Öffnung über die Grenzen Südtirols hinaus statt. Unter Thomas Seeber wurde jährlich ein Musical produziert, wie beispielsweise Kiss me Kate, Evita, West Side Story, Jekyll & Hyde, Into the Woods, Cabaret und Hair.
2003 wurden die neuen Statuten genehmigt, die dem Verein die Funktion eines öffentlich-rechtlichen Theaters zusprachen. Die ursprünglichen Einzelbühnen wurden zugunsten der gemeinschaftlichen Institution und des einheitlichen Theaterbetriebs Vereinigte Bühnen Bozen aufgelöst. Neben den Vertretern der Gemeinde Bozen waren ab diesem Zeitpunkt auch Vertreter des Landes Südtirol im Vorstand vertreten. 2004 schrieb der österreichische Dramatiker Felix Mitterer für die VBB das Auftragswerk Fleisch, in dem Julia Gschnitzer die Hauptrolle spielte. In der Spielzeit 2005/2006 entstand die zweite Zusammenarbeit mit dem Teatro Stabile di Bolzano Wunschkonzert/Gassosa von Roberto Cavosi/Franz Xaver Kroetz. An zwei Abenden wurden abwechselnd zwei Einakter jeweils in deutscher und italienischer Sprache auf die Bühne gebracht.
Thomas Seeber führte die Südtirol-Tourneen ausgewählter Produktionen ein und gründete den Jugendtheaterclub. Er etablierte Lehrerfortbildungen, Einführungen in die Stücke, Workshops, Lesungen, Ausstellungen und Autorentreffen. Außerdem war er Begründer der Autorentheatertage und spartenübergreifender Kulturveranstaltungen wie die „Cult.urnacht“. 2009/2010 wurde eine Bühnenfassung des Romans Die Walsche  von Joseph Zoderer uraufgeführt. 2010/2011 feierte Hair Premiere, das 8000 Zuschauer erreichte.

### Neustart
2012 feierten die Vereinigten Bühnen Bozen ihr 20-jähriges Bestehen. Thomas Seeber verabschiedete sich mit der Spielzeit 2011–12 nach elf Jahren als Intendant, blieb jedoch Präsident bis 2019. Am 1. August 2012 übernahm Irene Girkinger die Intendanz. In der Theaterarbeit wurde das Heute verstärkt ins Zentrum gestellt und der Fokus lag auf gesellschaftspolitischen Themen. Auf dem Spielplan standen Produktionen, die sich kritisch mit der Geschichte und der Gegenwart der Region auseinandersetzen. Seit der Saison 2012/2013 wurden vermehrt junge Talente unterstützt, beispielsweise durch die Förderung junger (Südtiroler) Autoren, Regisseure und Schauspieler, die Weiterführung des Jugendtheaterclubs und dem Ausbau der Autorentheatertage zu einem überregionalen Autorenwettbewerb mit professioneller Begleitung. Einheimische Künstler werden mit neuen Kräften von außen zusammengebracht sowie die Vernetzung mit anderen regionalen und überregionalen Kulturinitiativen und Theater verstärkt und der lokale Bezug der Theaterarbeit ausgebaut. Koproduktionen mit regionalen Partnern wie dem Festival Transart, der Stiftung Haydn von Bozen und Trient oder anderen Südtiroler Kulturinstitutionen sowie mit Theatern im Ausland wie dem Landestheater Niederösterreich, dem Theater an der Effingerstrasse Bern, dem Stadttheater Klagenfurt oder dem Rabenhof Theater Wien standen ab diesem Zeitpunkt regelmäßig auf dem Programm.
Vor allem im Studio werden Stücke mit aktuellen und kontrovers diskutierten Themen gezeigt, wie z. B. Die Schutzbefohlenen von Elfriede Jelinek oder der thermale widerstand von Ferdinand Schmalz, Immer noch Sturm von Peter Handke, Geächtet von Ayad Akhtar oder Die Hauptstadt von Robert Menasse.
Ein besonderes Augenmerk liegt auch auf Produktionen, die gesellschaftspolitische Themen Südtirols ins Zentrum stellen. Dazu zählen u. a. die Produktion von Das Ballhaus – Tanz durch ein Jahrhundert, die Uraufführungen Stillbach oder die Sehnsucht von Sabine Gruber und Im Treibsand - Loslassen von Edith Moroder, aber vor allem die dokumentarischen Theaterprojekte zur Zeitgeschichte.
2014, der 75. Jahrestag der „Option“, eine vom faschistischen Italien und nationalsozialistischen Deutschland ausgehandelte Wahlmöglichkeit, nach der die deutsch- und ladinischsprachige Bevölkerung Südtirols entscheiden konnte, entweder ins Deutsche Reich zu emigrieren oder in Italien zu bleiben, war der Anlass das Theaterprojekt Option. Spuren der Erinnerung. Im Mittelpunkt standen Zeitzeugen, die gemeinsam mit Schauspielern aus Südtirol ihre Geschichte erzählten, musikalisch begleitet von der Musicbanda Franui aus Osttirol. Dieses besondere Theaterprojekt zählt mit 13.500 Zuschauern zur erfolgreichsten Sprechtheaterproduktion der VBB. Mit Bombenjahre (2015/2016) und Wir. Heute! Morgen! Europa. Minderheiten und Autonomien im europäischen Kontext (2017/2018) folgten zwei weitere Dokumentartheaterprojekte, die sich mit der Geschichte Südtirols auseinandersetzten.
Im Musiktheater wurden neben Musicals wie Anatevka, „West Side Story“ und Sunset Boulevard (nominiert für den Österreichischen Musiktheaterpreis 2020) auch Operetten wie Die Fledermaus und Die Csárdásfürstin gezeigt. Im September 2021 hatte die Welturaufführung von I Feel Love eines von den VBB entwickelten Musicals mit den Hits von Giorgio Moroder, Premiere. Daneben standen auch internationale Theaterprojekte und Koproduktionen auf dem Programm wie Tschechows Iwanow unter der Regie von Mateja Koležnik, die 2018 mit dem Nestroy-Theaterpreis als beste Bundesländer-Aufführung ausgezeichnet wurde. Die Inszenierung entstand in Koproduktion mit dem Stadttheater Klagenfurt. 2020 wurde gemeinsam mit dem Stadttheater und der internationalen KULA-Compagnie in der Regie von Robert Schuster Peter Handkes Stück Die Stunde, da wir nichts voneinander wussten mit einem internationalen Ensemble aufgeführt und auch als Gastspiel am Nationaltheater Belgrad gezeigt.
Im Sommer 2019 wurde ein neuer Vorstand unter der Präsidentschaft von Barbara Weis bestellt. Mit der Spielzeit 2022/2023 endete die Intendanz von Irene Girkinger. Ihre Nachfolge übernahm ab der Spielzeit 2023–2024 der Salzburger Regisseur Rudolf Frey.

## Intendanzen
- 1996–1998 Alfred Meschnigg (als externer Berater)
- 1998–2000 Georg Mittendrein
- 2000–2001 Emanuel Bohn
- 2001–2012 Thomas Seeber
- 2012–2023 Irene Girkinger
- seit 2023 Rudolf Frey